# Ducado de Losada
El ducado de Losada fue un título nobiliario español y siciliano otorgado en las Dos Sicilias por real cédula del rey Carlos VII de Nápoles en septiembre de 1740 y real despacho en 1745, a José Fernández-Miranda Ponce de León (1706-1783), teniente general del ejército y su sumiller de corps desde 1749. En 10 de febrero de 1760, el rey le concedió la grandeza de España de primera clase. Era el segundo hijo de Sancho Fernández de Miranda y Ponce de León, III marqués de Valdecarzana, y de su esposa María de Atocha Saavedra y Ladrón de Guevara, condesa de Tahalú, de Escalante, de condesa de Villamor y de Mayalde. Sin descendencia, fue el primer y único duque de Losada.

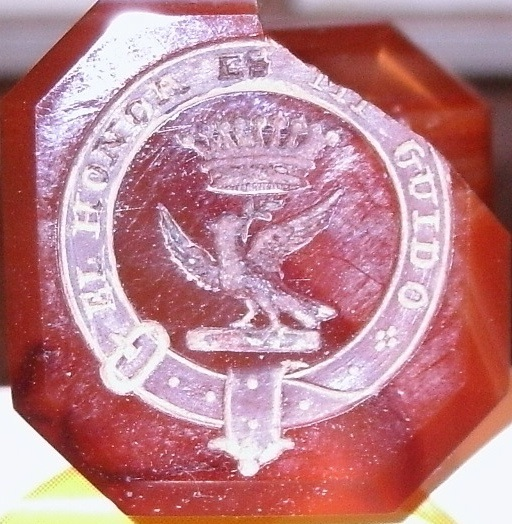
Heredado por algún familiar en Francia junto con un collar y una cruz de lapis lazuli (tal vez rosario)

La denominación hace referencia al lugar y valle de Losada en el municipio de Bembibre, en la provincia de León.  